# Sainte-Anne-de-Beaupré
Sainte-Anne-de-Beaupré är en stad i provinsen Québec i Kanada.
I staden finns kyrkobyggnaden Basilique Sainte-Anne-de-Beaupré, klostret Couvent des Rédemptoristines och den religiösa rundmålningen Cyclorama de Jérusalem.
Sainte-Anne-de-Beauprés första kyrka byggdes från 1658 av sjömän i hågkomst av fartyg som förlist utanför Île aux Œufs på väg mot staden Québec. Anna, Marias moder är sjömännens skyddshelgon.
Omkring sex kilometer öster om staden finns Canyon Sainte-Anne, en brant klyfta med ett 74 meter högt vattenfall.

## Bildgalleri

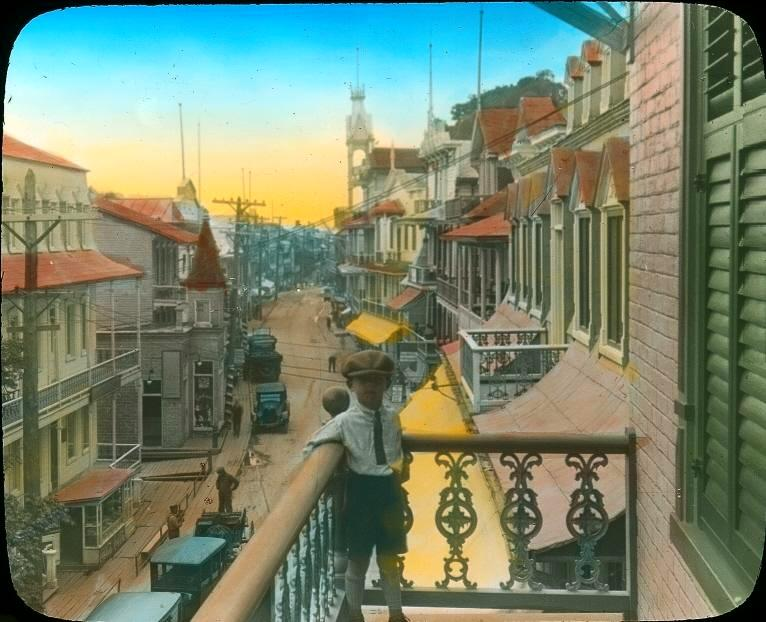
Sainte-Anne-de-Beaupré omkring 1925.
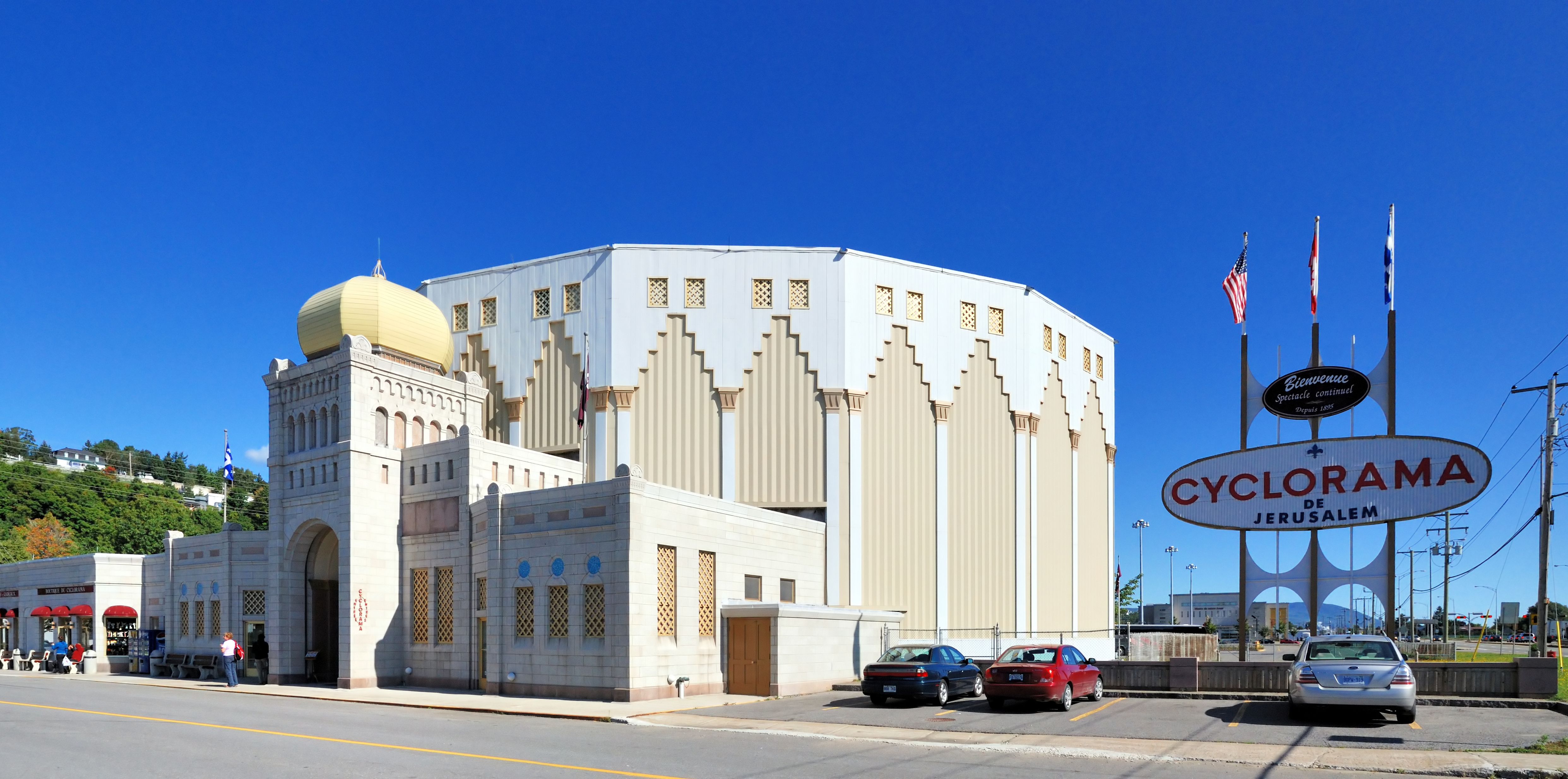
Cyclorama de Jérusalem.
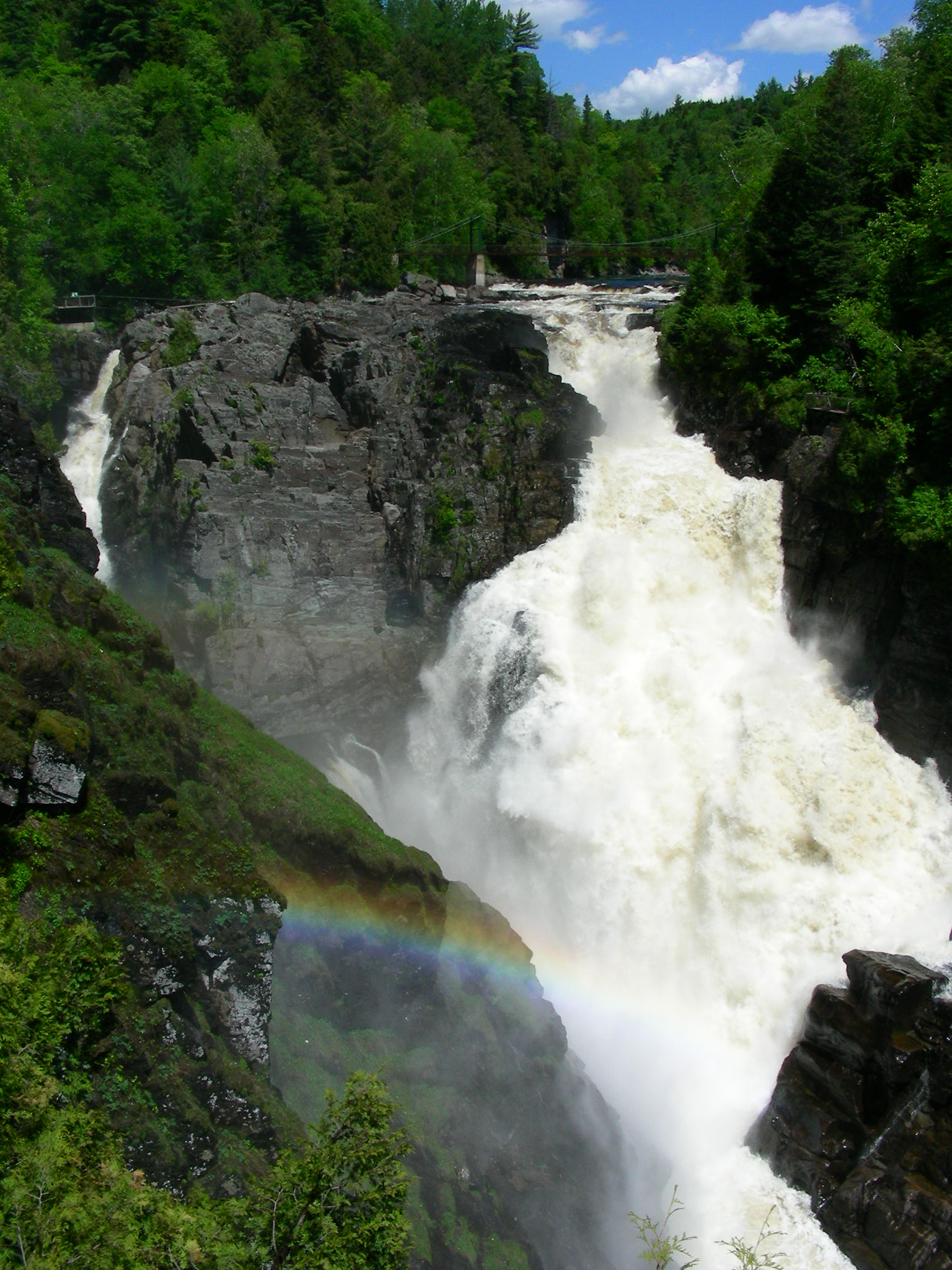
Vattenfall i Canyon Sainte-Anne.